# Liste der Monuments historiques in Saint-Cyr-des-Gâts
Die Liste der Monuments historiques in Saint-Cyr-des-Gâts führt die Monuments historiques in der französischen Gemeinde Saint-Cyr-des-Gâts auf.

## Liste der Bauwerke
| Bezeichnung | Beschreibung | Standort                 | Kennzeichnung | Schutzstatus | Datum | Bild |
| ----------- | ------------ | ------------------------ | ------------- | ------------ | ----- | ---- |
| Windmühle   |              | Le Champ-du-Trail (Lage) | PA00110228    | Inscrit      | 1977  |      |

## Liste der Objekte
- Monuments historiques (Objekte) in Saint-Cyr-des-Gâts in der Base Palissy des französischen Kultusministeriums